# Impatiens longirama
Impatiens longirama är en balsaminväxtart som beskrevs av Joseph Dalton Hooker. Impatiens longirama ingår i släktet balsaminer, och familjen balsaminväxter. Inga underarter finns listade i Catalogue of Life.